# جون إل. ديفيس
جون إل. ديفيس (بالإنجليزية: John L. Davis)‏ هو ضابط أمريكي، ولد في 3 سبتمبر 1825 في كارليلس في الولايات المتحدة، وتوفي في 12 مارس 1889 في واشنطن العاصمة في الولايات المتحدة.